# Легенда (1. део)
Епизода Легенда (1. део) је 22. епизода 6. сезоне серије "МЗИС". Премијерно је приказана 28. априла 2009. године на каналу ЦБС.

## Опис
Сценарио за епизоду је писао творац серије "МЗИС: Лос Анђелес" Шејн Бренан, а режирао ју је Тони Вармби.
Специјални агенти МЗИС-а Лерој Џетро Гибс и Тимоти Макги лете у Лос Анђелес да раде са МЗИС-овим Одељењем за специјалне пројекте у Лос Анђелесу и његовим тимом да би решили убиство војника и на крају откривају да је убиство повезано са чланон терористичке спавачке ћелије са седиштем у Лос Анђелесу. Епизода се завршава када се агент ОСП-а Џи Кален сукобљава са човеком за кога је откривено да је Мајкл Ривкин, дечко официра за везу између Мосада и МЗИС-а, Зиве Давид.
У овој епизоди се појављују специјални агент Гриша Кален, психолог др. Нејт Гејц, специјални агент Кензи Блај, специјални агент Лара Мејси, специјални агент Семјуел Хана и технички аналитичар Ерик Бил. 

## Ликови

### Из серијеМЗИС
- Марк Хармон као Лерој Џетро Гибс
- Саша Александер као Кејтлин Тод
- Мајкл Ведерли као Ентони Динозо мл.
- Поли Перет као Ебигејл Шуто
- Дејвид Макалум као др. Доналд Малард

### Из серијеМЗИС: Лос Анђелес
- Крис О’Донел као Гриша Кален
- Питер Камбор као Нејт Гејц
- Данијела Руа као Кензи Блај
- Луиз Ломбард као Лара Мејси
- Џејмс Тод Смит као Семјуел Хана
- Берет Фоа као Ерик Бил.